# Personaggi di Blue Lock
Questa voce contiene l'elenco dei principali personaggi del manga Blue Lock di Muneyuki Kaneshiro.

## Calciatori

### Progetto Blue Lock
Il progetto Blue Lock  (青い監獄プロジェクト?, Burū Rokku Purojekuto) diretto da Jinpachi Ego, ha come scopo quello di creare la nuova generazione che porterà la nazionale di calcio del Giappone a diventare una superpotenza calcistica a livello internazionale. Vengono selezionati 300 tra i migliori calciatori dei campionati scolastici liceali, allo scopo di trasformarli in eccelsi attaccanti, usando tecnologie all'avanguardia e cercando di cementare bene il senso di rivalità tra i vari componenti. L'obiettivo è quello di selezionare i migliori calciatori che formeranno la squadra che giocherà in rappresentanza dell'istituto contro la nazionale del Giappone Under-20 chiamata Blue Lock Eleven (ブルーロックイレブン?, Burū Rokku Irebun) in modo da rimpiazzarla.

#### Blue Lock Eleven
Yoichi Isagi (潔 世一?, Isagi Yoichi)
Doppiato da: Kazuki Ura, Eri Yukimura (da bambino), Giuseppe Palasciano (ed. italiana)
È il protagonista del manga. Viene dalla prefettura di Saitama, ha occhi e capelli blu. Pur essendo un calciatore promettente all'inizio la sua forza era oscurata dalla sua mancanza di intraprendenza durante le azioni da gol: ad esempio durante la partita per le qualificazioni per il campionato nazionale liceale, la sua squadra perde infatti proprio perché Isagi preferisce passare la palla a un suo compagno meno capace invece che tentare lui stesso di segnare. È un ammiratore di Noel Noa, famoso calciatore francese. Nel momento in cui entra nel progetto Blue Lock ha inizio il suo percorso evolutivo, proprio quando credeva di non avere nessuna possibilità di fare carriera come calciatore: giocando nel Blue Lock gli si presenta infatti l'opportunità di realizzare il suo sogno, ovvero diventare l'attaccante più forte del mondo. Ciò che vuole è portare il Giappone alla vittoria della Coppa del Mondo. Svilupperà velocemente un'indole sempre più competitiva, mirando costantemente a battere l'avversario più forte, il che lo porterà a diventare un attaccante formidabile. Trae sempre spunto dei suoi compagni di squadra e dai suoi avversari per imparare a giocare sempre meglio. Viene più volte paragonato a una divinità dagli altri calciatori perché, pur essendo in alcuni casi istintivo, la sua arma migliore è comunque la sua totale visione del campo, e come regista usa l'abilità che lui chiama Chemical Reaction  (化学反応?, kagaku han'nō) con la quale trova il sistema di combinare le sue qualità a quelle degli altri membri della sua squadra per finalizzare per merito delle sue sorprendenti capacità di discernimento, ciò però avviene quando i suoi compagni possiedono abilità diverse dalle sue. Yoichi gioca bene sia come centrocampista che come punta, oltre a saper calciare una palla veloce con il destro riuscendo a segnare con il Direct Shot  (直撃蹴弾?, Dairekuto Shūto), che ha ideato per necessità avendo capito che quando controlla la palla in attacco non è capace di smarcarsi realizzando dunque che per segnare deve calciare nel momento in cui la palla gli viene servita, anche se per farlo è necessario che lui si posizioni a una distanza di almeno 19 metri dalla porta oltre che nel punto cieco della difesa avversaria. Un'altra delle sue armi migliori è il Devour  (喰?, kurau) che consiste nella capacità di Isagi di adattarsi alle abilità e al modo di pensare sia dei suoi compagni che dei suoi avversari in modo da evolvere in partita la sua strategia di gioco. Isagi è capace anche di risaltare la forza dei suoi compagni, molte volte riescono a segnare proprio per merito dei suoi assist. Ego considera miracolose le abilità di Isagi. Quest'ultimo trae forza da un egocentrismo che non è necessariamente animato dall'arroganza e dall'avidità, ma dalla fiducia che ha nelle proprie qualità e dal desiderio di progredire le sue capacità. A dispetto del suo desiderio di provare la sua prevalenza, Yoichi non manca di rispettare i compagni sapendo quanto la cooperazione sia necessaria. Entrando nel Blue Lock viene inserito nella squadra Z, rivelandosi un vero trascinatore. Il suo proposito di mettersi in mostra sfidando i calciatori più forti del Blue Lock lo porta col tempo a guadagnarsi l'ammirazione e anche l'invidia dei giocatori migliori dell'accademia al punto che Isagi diventa per molti una figura da sconfiggere e spodestare. Ottiene un posto tra i Blue Lock Eleven e aspira a una posizione nella rosa della Nazionale Under-20. Durante la sfida finale tra le due squadre, proprio Isagi porterà la sua squadra al trionfo segnando la rete della vittoria.
Meguru Bachira (蜂楽 廻?, Bachira Meguru)
Doppiato da: Tasuku Kaito, Miho Okasaki (da bambino) (ed. giapponese), Simone Marzola, Giulia Maniglio (da bambino)(ed. italiana)
È un giocatore della squadra Z. Viene dalla prefettura di Chiba, persona bizzarra e stravagante, ha l'abitudine di canticchiare quando parla. Ha una personalità amichevole, manifestando anche atteggiamenti un po' puerili, ma quando gioca si trasforma diventando spietato. Ha sempre amato il calcio fin da bambino, ma la sua passione non era pienamente condivisa dai suoi coetanei, tanto che veniva preso in giro in quanto ritenuto un bambino strano. Per compensare la sua solitudine ha dunque creato un amico immaginario che lui chiama "Mostro" il quale rappresenta la manifestazione dell'attaccante ideale che Bachira desidera fiancheggiare. Uno dei suoi calciatori preferiti è Zico. Giocatore scattante, è un ottimo assist-man, inoltre in chiave offensiva sfrutta egregiamente il suo sofisticato palleggio, anche quando è ostacolato da più avversari insieme riesce comunque a smarcarsi senza dover passare la palla, tra l'altro è in grado di segnare calciando la palla con il suo tiro da lui chiamato Bee Shot  (蜂撃?, Bī Shotto). Viene considerato il calciatore più talentuoso del Blue Lock dopo i giocatori della Top 6. Nei campionati liceali non riusciva ad emergere dato che non era in grado di inserirsi negli schemi di gioco dei suoi compagni, ma non per mancanza di talento: al contrario erano i suoi compagni che non reggevano il passo con quello che lui ritiene il suo calcio ideale di un livello superiore, infatti Bachira preferisce passare la palla soltanto agli attaccanti che sanno adattarsi all'evoluzione del suo gioco. La sua esperienza nel Blue Lock lo aiuta a realizzare che, il suo desiderio di ignorare la propria solitudine con il Mostro e la sua smania di avere degli amici con cui giocare un calcio che potesse realmente piacergli, stavano ostacolando il suo vero talento, infatti riesce a sfruttare il suo pieno potenziale solo quando sconfigge la sua paura di rimanere solo, preferendo adesso giocare al solo scopo di perfezionare le sue abilità. Stringe subito amicizia con Isagi, è stato il primo a credere che Isagi potesse diventare un grande attaccante, effettivamente nella First Selection Isagi è riuscito a ideare il suo Direct Shot proprio per merito dei passaggi che Bachira gli aveva servito. Tuttavia quando giocheranno in squadre diverse nella Second Selection diventerà un rivale pericoloso: proprio giocando contro Isagi "abbandona" il Mostro avendo adesso trovato in Isagi un degno compagno di squadra con cui condividere il suo amore per il calcio.
Rin Itoshi (糸師 凛?, Itoshi Rin)
Doppiato da: Kouki Uchiyama (ed. giapponese), Andrea Oldani, Anna Faccio (da bambino) (ed. italiana)
È il calciatore più forte del Blue Lock. Ha i capelli neri e gli occhi verdi, e parla molto bene l'inglese. Fratello minore di Sae Itoshi, ritenuto il calciatore più forte del Giappone nel panorama Under-20, fin da bambino Rin era attratto dalla distruttività, tanto da apparire come una persona maldestra e scapestrata, i suoi genitori lo ritenevano un bambino problematico: Rin era attratto dagli istinti distruttivi perché li riteneva un'espressione della forza di volontà. Ciò che più desiderava era poter giocare con Sae e vincere la Coppa del Mondo al suo fianco finché Sae non lo umiliò dopo aver cambiato opinione su Rin accusandolo di non avere le carte in regola per diventare il migliore oltre a essere una presenza insignificante per lui. Come risultato Rin è diventato un ragazzo introverso e con un carattere freddo, ossessionato dall'obiettivo di diventare l'attaccante più forte del mondo, tanto da disprezzare nella maniera più assoluta l'idea di perdere o di incontrare calciatori capaci di eguagliarlo e di superarlo. Si scalda facilmente quando viene provocato, prende il calcio con la più assoluta serietà, per lui una partita è come una battaglia in cui conta solo vincere, ed è un punto di riferimento per gli altri giocatori del Blue Lock. Ha superato la Second Selection con sole due partite vincendole e in entrambi i match ha segnato una tripletta. Possiede velocità, tecnica, fisicità e intelligenza tattica, una delle sue armi migliori è l'Outside Spin  (外撃回転?, Autosaidosupin) calciando la palla con l'esterno del piede in modo che il tiro non solo sia preciso, ma imprimendogli anche la capacità di curvare. Ha l'abilità di prevedere in anticipo le mosse dei suoi avversari, ciò che lo rende differente da Isagi è che mentre lui tenta di combinare le sue capacità con quelle dei propri compagni per ottimizzare le strategie di gioco, Rin invece manipola sia i suoi compagni che gli avversari, cercando di avvantaggiarsi tenendo presente la forza e le debolezze di ognuno di loro. Al contrario di Isagi che calcia solo nella posizione in cui ha la certezza assoluta di poter segnare, Rin tira anche dai punti più improbabili, a volte si comporta così anche solo per ostinazione, questo perché preferisce astenersi il più possibile dal passare la palla agli altri. Rin all'inizio reputa Isagi un calciatore mediocre, ma alla luce dei miglioramenti di quest'ultimo inizierà a vederlo come un temibile rivale. Sarà il capitano del Blue Lock Eleven, giocando contro la formazione sperimentale del Giappone Under-20 dove giocherà contro suo fratello Sae, riuscendo a batterlo e a ottenere un posto nella rosa della nazionale, avendo fatto ricorso durante il match per la prima volta a tutta la sua sfrustrazione, in uno stato mentale che Isagi definisce Destroys Hideously (醜く壊す?, minikuku kowasu) in cui Rin eleva al massimo le proprie capacità, spingendo i suoi avversari a tirare fuori le loro abilità migliori neutralizzandole, egli può raggiungere questo livello solo quando ha davanti dei rivali fortissimi che riescono a fargli perdere la lucidità, addirittura Rin tira fuori la lingua pur di mantenere stabile la propria concentrazione mettendo in evidenza che per giocare così sottopone la propria mente a un alto livello di stress.
Shoei Baro (馬狼照英?, Baro Shōei)
Doppiato da: Junichi Suwabe (ed. giapponese), Jona Mennite (ed. italiana)
È il giocatore più forte della squadra X e il primo rivale di Isagi al Blue Lock. Soprannominato The King (王?, ō), fin da bambino ha sempre dimostrato uno straordinario talento per il calcio, ha un ottimo dribbling e un'eccezionale potenza di tiro, tanto da poter calciare con forza e precisione anche da una distanza di oltre 27 metri dallo specchio della porta. Sia per indole che per tecnica il suo gioco risulta estremamente individualista, Baro è un ragazzo con un carattere molto livoroso oltre che poco disciplinato. Si sottopone giornalmente a duri allenamenti per tenersi in forma. Per la sua personalità, ma anche per il modo in cui gioca, Baro è l'esatta antitesi di Isagi: quest'ultimo crede nell'importanza della collaborazione e usa i passaggi per organizzare bene il gioco, al contrario Baro pretende solo che i suoi compagni gli affidino la palla in modo che lui possa segnare da solo, e il suo calcio si basa principalmente sulla potenza. Tuttavia sa usare anche mosse raffinate e quando necessario è capace di passare la palla, benché sia principalmente un espediente per avere maggiori alternative di gioco. È molto attento all'ordine e all'igiene. Nel tempo libero gli piace giocare a bowling. Si considera il più forte, ma anche se il suo orgoglio non gli permette di ammetterlo, vede nei suoi rivali uno stimolo a migliorarsi, ad esempio nella Second Selection impara a superare gli avversari spaziando con il pallone usando il Thunder Chop  (稲妻跳弾 ?, Inazuma chōdan) dopo aver riconosciuto la superiorità di Isagi e Nagi cosa che gli ha consentito di risvegliare il suo potenziale latente. Isagi non ha mai trovato con lui una vera affinità in partita, infatti Isagi e Baro coesistono quando giocano solo nella circostanza in cui uno dei due sfrutta l'altro a sua insaputa anche perché Baro per principio non accetta di fare squadra. Effettivamente Baro è capace di usare il Devour proprio come Isagi, ma a quanto pare è in grado di usarlo solo contro quest'ultimo. Tuttavia, mentre Isagi ha conquistato questa abilità ragionando sul fatto che fosse l'arma giusta da usare combinando le sue qualità strategiche alla propria empatia, Baro ha acquisito il Devour in maniera istintiva per reazione rabbiosa.
Seishiro Nagi (凪 誠士郎?, Nagi Seishirō)
Doppiato da: Nobunaga Shimazaki (ed. giapponese), Marcello Gobbi (ed. italiana)
È un calciatore della squadra V. Ha i capelli bianchi e gli occhi verdi. Ha quasi sempre lo sguardo spento, e sembra che nulla riesca ad appassionarlo a parte giocare ai videogame. Figlio unico, lui e i suoi genitori non vivono insieme, infatti prima di entrare nel Blu Lock abitava nel dormitorio del proprio liceo. È affezionato al proprio cactus a cui ha dato il nome Choki (チョキ?, Choki). È un attaccante di gran valore, tanto da aver ottenuto la 6ª posizione nella classifica del Blue Lock: il suo punto di forza è il controllo di palla, tale da riuscire a intercettare i passaggi al volo con le gambe e i piedi anche dalle posizioni più difficili, merito dei suoi muscoli flessibili che gli permettono di distendere bene il corpo ammortizzando la palla. La sua mossa più spettacolare è il Fake Volley  (空砲直蹴撃?, Kūhō choku shūgeki) quando gli viene servito il cross e stoppa la palla, riesce a fingere di calciarla, ma in realtà si limita solo a sfiorarla in modo che la sfera rimanga sospesa il tempo necessario di calciarla al volo in un secondo momento, questa mossa la usa quando gli avversari lo marcano nell'istante in cui riceve la palla in modo che loro reagiscano in anticipato e solo dopo Nagi effettua il tiro senza intralci. È capace di fare gol con naturalezza calciando la palla con entrambi i piedi. Le sue capacità sono frutto del suo innato talento, infatti solo al liceo ha iniziato a giocare a calcio, effettivamente all'inizio non aveva mai praticano nessuno sport. Più volte Isagi è rimasto esterrefatto dal modo in cui Nagi evolve la sua tecnica in tempo reale. Nella prima fase la sua squadra sembrava la più forte, ma Isagi, guidando la squadra Z, riuscirà a battere lui e la squadra V nell'ultima partita. Nella seconda fase decide di unirsi a Isagi: i due si riveleranno un duo vincente, come lo stesso Isagi afferma per lui passare la palla a Nagi gli viene naturale in quanto gli basta solo guardarlo per capire come Nagi attaccherà reagendo all'assist che gli viene concesso. Nagi per merito dell'influenza di Isagi imparerà a mettere più impegno e abnegazione nel calcio, che all'inizio non lo appassionava molto, limitandosi a praticarlo solo per via della sua innata bravura. Ha un rapporto piuttosto conflittuale con Baro, i due spesso arrivano a litigare. Nonostante la sua indiscussa bravura come atleta, la sua concezione del gioco è priva di vere basi, di conseguenza ciò lo porta a cercare sempre altri calciatori a cui affidarsi che possano essere per lui uno stimolo o un riferimento. È il protagonista del manga Blue Lock: Episode Nagi che racconta una storia parallela a quella di Isagi che però ricostruisce l'ingresso di Nagi e il suo percorso al Blue Lock.
Reo Mikage (御影玲王?, Mikage Reō)
Doppiato da: Yuma Uchida (ed. giapponese), Matteo De Mojana (ed. italiana)
È un calciatore della squadra V. Ha gli occhi e i capelli viola, e viene da una famiglia molto benestante proprietaria di una multinazionale (che tra l'altro è tra gli sponsor del Blue Lock) con un patrimonio da 705.800.000.000 yen. Ha sempre avuto successo in tutti gli sport, ma, avendo vissuto da privilegiato, ha sempre ottenuto tutto con troppa facilità: questo è il motivo per cui desidera vincere la Coppa del Mondo (il trofeo calcistico più ambito) e provare la soddisfazione di guadagnarsi qualcosa con il duro lavoro. Inizia a dedicarsi al calcio durante il liceo ed è lì che conosce Nagi, convincendolo ad allenarsi con lui dopo aver intravisto il suo smisurato potenziale (quello che Reo non possiede) convinto che Nagi possa diventare il calciatore più forte del mondo. Ciò che più desidera è rimanere al fianco di Nagi e dividere la gloria con lui. Molte volte Nagi riesce a segnare grazie ai passaggi di Reo, i due hanno una coordinazione perfetta in campo. I genitori di Reo non hanno mai condiviso la sua passione dato che volevano che scegliesse il percorso universitario ed ereditasse l'azienda di famiglia. Avendo scoperto lui il talento di Nagi, è spesso possessivo nei suoi confronti. Durante il Blue Lock la presenza di Isagi crea una momentanea frattura nel rapporto tra Nagi e Reo, dato che l'incontro con Isagi spinge Nagi a volersi allontanare da Reo in modo da imparare ad essere più autonomi. Nella seconda fase del Blue Lock arriveranno ad essere avversari e ciò spingerà Reo a evolversi come calciatore e a fare maggior affidamento sulle proprie forze, ed esempio quasi involontariamente acquisisce la capacità di ricopiare le mosse degli altri calciatori solo guardandoli in azione, motivo per cui viene soprannominato il camaleonte  (複写変化?, Kamereon). In quanto a tecnica Reo non è diverso da Isagi perché come lui è portato per il ruolo di centrocampista oltre a essere bravo nel dare avvio col contropiede, inoltre sfrutta bene i passaggi e la percezione del gioco per portare equilibrio negli schemi, tuttavia Reo nel dribbling è molto più bravo di lui.
Hyoma Chigiri (千切 豹馬?, Chigiri Hyōma)
Doppiato da: Sōma Saitō (ed. giapponese), Jacopo Calatroni (ed. italiana)
È un calciatore della squadra Z, probabilmente il più talentuoso del gruppo dopo Isagi. I suoi occhi, come i suoi capelli, sono di colore rosso cremisi. Vede in Isagi un degno rivale dato che tutti e due puntano a diventare l'attaccante più forte del mondo. È una persona riservata, anche se Isagi lo trova un po' ambiguo va abbastanza d'accordo con lui, molto similmente a Nagi è indisponente quanto disordinato. Di fatto non è una persona arrogante, tuttavia ritiene che i calciatori si distinguano tra quelli che hanno talento e quelli che ne sono sprovvisti. Scelse di dedicare la sua vita al calcio quando aveva sei anni, nel periodo in cui iniziò a prendere coscienza delle sue prodigiose capacità. Uno dei suoi calciatori preferiti è Dennis Bergkamp. Proprio quando la sua carriera come atleta di livello nazionale stava per decollare, si infortunò al ginocchio, e pur guarendo, per paura di infortunarsi nuovamente, non riuscirà a far valere le sue capacità di attaccante. Il vero motivo per cui all'inizio si era unito al Blue Lock era dovuto al suo desiderio di rinunciare totalmente al calcio dando per scontato che avrebbe fallito davanti a tanta competizione, ma nella prima fase del Blue Lock, nella partita che finirà in pareggio contro la squadra W riuscirà a esorcizzare la sua paura di infortunarsi, e tornerà a giocare al massimo della sua forza, dando prova delle sue incredibili abilità realizzative. Per merito della sua muscolatura le gambe di Chigiri gli permettono di correre a una velocità portentosa, nessuno al Blue Lock riesce a correre velocemente quanto lui, cosa che gli è valsa il soprannome di pantera rossa  (赤豹?, Sekihyō) addirittura quando calcia la palla, con una veloce rincorsa, riesce lui stesso a raggiungerla, espediente che impedisce agli avversari di marcarlo, queste caratteristiche gli permettono di attaccare bene in profondità. È l'unico oltre a Bachira che ha giocato insieme a Isagi sia nella First Selection che nella Second Selection, oltre che nei Blue Lock Eleven. Sia la sorella che la madre di Chigiri, quando ne hanno la possibilità, seguono con entusiasmo le sue partite. Per via della sua capigliatura alquanto femminile, gli altri lo chiamano "principessa".
Yo Hiori (よひお?, Hiori Yo)
Doppiato da: Eiji Mikami (ed. giapponese), Emanuele Niego (ed. italiana)
Viene dalla prefettura di Kyoto, ha occhi e capelli celesti. È cresciuto in una famiglia di atleti talentuosi, il padre praticava judo mentre la madre il salto in lungo. I suoi genitori lo hanno cresciuto con l'ossessione di trasformarlo nel calciatore più forte del mondo, Hiori infatti ha praticato il calcio principalmente per compiacere loro piuttosto che per ambizioni personali, anche a costo di passare meno tempo con gli amici, effettivamente grazie a loro già da bambino aveva sviluppato un talento superiore a quello dei suoi coetanei. Hiori non si sente molto legato ai suoi genitori sapendo che loro sono più interessati al suo talento che alla sua felicità, tanto che quando venne invitato a unirsi al Blue Lock accettò principalmente per il desiderio di distanziarsi dal padre e dalla madre. In breve tempo stringe amicizia con Isagi contrariamente alla maggior parte dei giocatori del Blue Lock, anche per via del suo carattere gentile. Una cosa che lo accomuna a Nagi e che gli piacciono i videogiochi, a volte li usa nelle sue analogie con il calcio. I suoi passaggi gli permettono di gestire bene il flusso del gioco, infatti il fattore che più lo distingue rispetto agli altri campioni del Blue Lock è che, piuttosto che usare la rapidità, preferisce passare la palla per confondere i giocatori che lo marcano in modo da portarli fuori tempo, ciò gli è semplificato dal fatto che riesce a passare la palla con velocità anche quando ha poco spazio, oltre al fatto che è capace di calciarla usando una tecnica simile a quella di Rin. Isagi in genere non si affida alla velocità dato che deve quasi sempre impiegare le sue energie per ragionare sulla strategia da usare in campo, ma quando gioca con Hiori come supporto i due usano una combinazione che loro chiamano Reflex  (反射?, Hanshateki) che consiste nel far sì che Hiori predisponga la tattica di gioco al posto di Isagi che quindi può usufruire della sua massima velocità quando Hiori gli passa la palla.
Kenyu Yukimiya (雪宮 剣優?, Yukimiya Kenyū)
Doppiato da: Takuya Eguchi (ed. giapponese), Stefano Pozzi (ed. italiana)
È uno dei giocatori migliori del Blue Lock, ha ottenuto la 5ª posizione, quando giocava nei campionati liceali si era già messo in mostra a livello nazionale, non solo per il suo talento, ma anche perché è un ragazzo affascinante e di bella presenza, avendo pure posato come modello. È costretto a portare gli occhiali da vista a causa della neuropatia ottica progressiva incurabile che rischia di portarlo un giorno alla cecità permanente, proprio per evitare che ciò accada si sottopone a un trattamento per limitare il più possibile i danni. Nonostante ciò, è un calciatore di grandi doti, controllando la palla riesce a dribblare l'avversario facendo in modo che egli sposti il suo peso corporeo sul proprio baricentro, è capace di dribblare più avversari di fila, per lui il dribbling è l'aspetto più importante del calcio oltre a ritenersi il migliore in tutto il Giappone nell'eseguirlo. Riesce a calciare la palla con il suo Gyro Shot  (無揚力蹴弾?, Mu yōryoku ke dan) riuscendo a fare in modo che la palla riesca a ruotare oltre a controllarne perfettamente la traiettoria. Generalmente manifesta un'indole gentile, tuttavia il suo desiderio di fare carriera lo spinge anche a tirare fuori un lato diverso del suo carattere, arrivando a essere persino rabbioso e meschino: questo dualismo della sua personalità è dovuto al fatto che, nonostante la sua affabilità, sente la pressione di dover combattere per emergere come calciatore e contemporaneamente contro i suoi problemi alla vista causati dalla propria malattia che vede come un ostacolo al suo desiderio di diventare un campione. Invidia Isagi per il suo talento, ma a dispetto di ciò lo stima.
Tabito Karasu (烏 旅人?, Karasu Tabito)
Doppiato da: Makoto Furukawa (ed. giapponese), Mattia Bressan (ed. italiana)
È uno dei giocatori più forti del Blue Lock, considerato il migliore dopo Rin e Shidou. Generalmente durante le varie prove del Blue Lock viene impiegato come centrocampista. I suoi capelli hanno un colore viola/blu scuro. Dotato di un ottimo senso analitico, cerca sempre di trovare il punto debole della squadra avversaria, affrontando direttamente il giocatore meno capace ritenendolo il modo migliore per farsi strada tra gli avversari, per via di ciò è stato soprannominato Il sicario  (殺し屋?, Koroshi-ya) come viene notato da Isagi quando affronta l'avversario nella gestione della palla e per stabilire il possedimento, Karasu usa bene le mani e le braccia per ostacolare i movimenti del suo rivale. Possiede un corpo molto forte e sa come innescare azioni da gol per merito dei suoi passaggi per portare equilibrio tra gli attaccanti e i centrocampisti. È una persona arrogante, ama provocare gli altri, in alcune occasioni si rivela però simpatico e amichevole. Da bambino era piuttosto insicuro, si è sempre ritenuto una persona ordinaria, ha sviluppato l'abitudine di osservare e comprendere le persone come meccanismo di difesa in modo che nessuno notasse le sue debolezze emotive. Karasu ammira soprattutto coloro che trascendono la mediocrità e che riescono dunque a evolversi. Secondo lui una dote indispensabile che deve avere un calciatore è lo stimolo a perseguire le proprie aspirazioni, di conseguenza ritiene che coloro che invece giocano per conquistare l'approvazione altrui non possono ambire al vero successo. Lui e Hiori si conoscono da prima del loro ingresso al Blue Lock, sono infatti buoni amici.
Eita Otoya (乙哉 影汰?, Otoya Eita)
Doppiato da: Kengo Kawanishi (ed. giapponese), Andrea La Greca (ed. italiana)
È tra i calciatori più forti del Blue Lock, ha ottenuto la 4ª posizione ed è soprannominato Il ninja (忍者?, ninja), stando a quanto dice Hiori lui discende realmente da una famiglia di ninja. I suoi capelli sono grigi con un ciuffo verde che gli scende giù dalla fronte. Non è il tipo di persona che si lascia impensierire, preferisce affrontare la vita con spensieratezza e spontaneità. Ha un debole per le belle ragazze. Molto sicuro di sé, gioca in maniera rilassata, e tra le sue qualità di giocatore vanno elencate la sua velocità di corsa, unita a un ottimo senso della posizione. Otoya ha giocato al fianco di Karasu nella First Selection, nonostante le loro personalità molto differenti, si sono rivelati un duo vincente, combinando la capacità di Karasu nel controllare il centrocampo con le abilità di accentratista di Otoya. Successivamente Otoya e Karasu fanno squadra sia nella Second Selection che nelle selezioni per i Blue Lock Eleven, loro due si sono rivelati una delle combinazioni più temibili del Blue Lock.
Ikki Niko (いっき にこ?, Ikki Niko)
Doppiato da: Natsuki Hanae (ed. giapponese), Marco Benedetti (ed. italiana)
È un calciatore della squadra Y. I suoi occhi sono quasi sempre coperti dai capelli. È lui che segretamente guida la sua squadra, creando occasioni da gol. All'inizio il suo stile di gioco è identico a quello di Isagi all'inizio del manga: incentrato solo sui passaggi, ma senza metterci grinta. Perdendo contro Isagi e la squadra Z deciderà di diventare più competitivo, tanto da diventare il miglior finalizzatore del suo team, cosa che gli è valsa la promozione nella seconda fase. Lui stesso afferma che la qualità in cui riesce più a risaltare è quella di usare a suo vantaggio le capacità dei propri compagni. Secondo Ego, dal momento che è un ragazzo non molto alto, oltre al fatto che la velocità non è tra le sue armi principali, lo ritiene più adatto al ruolo di difensore centrale, dato che Niko compensa con un'ottima visione del campo: Niko arriva anche ad ammettere che per lui è entusiasmante giocare in difesa, perché per lui è soddisfacente riuscire a fermare i centravanti avversari. Ha l'abitudine di puntare il suo occhio al centro del cerchio formato con l'indice e il pollice della propria mano.
Jyubei Aryu (蟻生 十兵衛?, Aryu Jūbe)
Doppiato da: Katsuyuki Konishi (ed. giapponese), Alessandro Germano (ed. italiana)
È tra i calciatori del Blue Lock che maggiormente si adatta al ruolo difensivo. È alto e ha lunghi capelli neri, e anche le sue unghie sono tinte di nero. La sua altezza è per lui determinante per riuscire a reagire al meglio ai cross e intercettarli: possiede infatti un ottimo stacco aereo grazie alla lunghezza delle sue gambe. Ha l'abitudine di accompagnare le sue movenze con un suo personale stile di gioco, basato sull'eleganza dei movimenti. Come viene fatto notare anche da Karasu si muove inutilmente con eccessiva eleganza anche quando compie i gesti più semplici. Pronuncia sempre la parola Osha (オシャ?) come aggettivo qualificativo ("stiliso" nel doppiaggio italiano). Odia farsi chiamare per nome ritenendo "Jyubei" troppo antiquato. Non parla l'inglese, ma sa capirlo, questo perché è un appassionato di musica.
Gin Gagamaru (我牙丸 吟?, Gagamaru Gin)
Doppiato da:Shugo Nakamura (ed. giapponese), Cristiano Paglionico (ed. italiana)
È un giocatore della squadra Z, è una persona mite e gentile tuttavia i suoi modi sono un po' rozzi, ha l'abitudine di mangiare con le mani senza usare le posate. Vanta buone abilità acrobatiche, ma soprattutto reagisce alla palla con la sua straordinaria prontezza di riflessi, abilità che lui chiama Super Reaction Speed  (俺の超反応?, ore no chō han'nō) una capacità che nella First Selection ha usato in attacco sulle palle vaganti. Quando entra nella Blue Lock Eleven gli viene assegnato il ruolo di portiere, inoltre quando gioca nella Neo Egoist League pure Noa lo incoraggia a giocare in mezzo ai pali ritenendolo perfetto per questa posizione. È un fan dei Southern All Stars.

#### Altri partecipanti del Blue Lock
Rensuke Kunigami (國神 錬介?, Kunigami Rensuke)
Doppiato da: Yūki Ono (ed. giapponese), Ezio Vivolo (ed. italiana)
È un calciatore della squadra Z, ha i capelli arancioni, attaccante di piede mancino, la sua potenza di tiro supera probabilmente quella di Baro in quanto può segnare calciando a tutta potenza da una distanza che si aggira dai 30 ai 40 metri. Si sottopone principalmente ad allenamenti che hanno come scopo quello di incrementare la forza e la resistenza. Crede molto nella lealtà, desidera giocare per diventare un "Supereroe del calcio" ritenendo che non esista nulla di più nobile dei successi agonistici ottenuti con il duro lavoro. Nella Second Selection, nella sfida 3-contro-3, affiancherà Reo e Chigiri i quali formeranno insieme un temibile trio, ma verranno battuti dalla squadra di Isagi, Baro e Nagi. Si vede costretto a rinunciare a unirsi ai Blue Lock Eleven dopo l'umiliante confronto con Shidou, davanti alla superiorità di quest'ultimo. Invece che allontanarsi dal Blue Lock, viene invitato a unirsi a un programma secondario dell'accademia, il "Jolly" con cui torna a pieno titolo tra i candidati alla selezione per la Nazionale Under-20 dopo un duro allenamento per potenziare al massimo la sua prestanza fisica. L'obiettivo della Wild Card è ottenere il giocatore Vessel (器?, Utsuwa): riadattando lo stile di gioco in modo renderlo più simile a quello di Noel Noa, il calciatore più forte del mondo, Kunigami diventa più veloce, oltre a essere più deciso e aggressivo in attacco. Ora è inoltre capace di calciare perfettamente anche col piede destro. Kunigami è riuscito a sostenere e a superare questa impresa solo perché il suo corpo era predisposto per questo particolare metodo di allenamento. Il rapporto con Isagi è inizialmente amichevole per poi diventare piuttosto altalenante, ma hanno una buona sintonia di gioco, a prova di ciò è il fatto che molte volte Kunigami è riuscito a sfruttare la sua potenza in attacco segnando proprio su assist di Isagi.
Wataru Kuon (久遠 渡?, Kuon Wataru)
Doppiato da: Masatomo Nakazawa (ed. giapponese), Davide Fumagalli (ed. italiana)
È un membro della squadra Z, apparentemente sembra una persona gentile e disponibile, addirittura all'inizio era praticamente lui a tenere unito il gruppo, ma in realtà è subdolo e manipolatore, nella First Selection durante la partita contro la squadra W aveva cercato di tradire i suoi compagni tentando di concedere la vittoria agli avversari, solo nella speranza di mettersi in mostra come migliore marcatore della sua squadra ed essere eventualmente l'unico del team a ottenere la promozione alla Second Selection. Ha sempre preso il calcio con serietà, ma ai tempi del liceo, non trovando nessuno tra i suoi compagni che condividesse le sue aspirazioni, è diventato egoista, però pentitosi del suo tradimento, constatando l'impegno di Isagi e del resto della squadra Z vedendo in loro l'ambizione che un tempo animava anche lui, si riscatterà nella vittoria contro la squadra V, sacrificandosi facendosi espellere pur di impedire agli avversari di passare in vantaggio, permettendo a tutta la squadra (lui compreso) di passare alla Second Selection.
Ryousuke Kira (吉良涼介?, Kira Ryōsuke)
Doppiato da:Kenichi Suzumura (ed. giapponese), Mosè Singh (ed. italiana)
È il calciatore che aveva sconfitto Isagi nella partita dove quest'ultimo non aveva avuto il coraggio di tirare e segnare al campionato liceale della prefettura di Saitama. Riscuote successo con le ragazze, viene tenuto in osservazione dalla nazionale del Giappone Under-18, tra i suoi giocatori preferiti ci sono Keisuke Honda e Shinji Kagawa. Pure lui viene selezionato per il Blue Lock, trovandosi subito in disaccordo con Ego e il suo modo di concepire il calcio. Si ritrova nella squadra Z, venendo però eliminato e cacciato dal Blue Lock fallendo la prima prova, venendo battuto proprio da Isagi. Ciò comporta alla brusca fine della sua carriera in nazionale in quanto essere eliminati alla prima prova del Blue Lock comporta la perenne esclusione dalla convocazione, sebbene Kira fosse considerato una giovane promessa del suo paese. Se all'inizio trattava Isagi con gentilezza, finirà col disprezzarlo dato che proprio lui ha posto fine al suo avvenire come calciatore internazionale, proprio questa esperienza farà capire a Isagi che per coronare i propri sogni bisogna accettare di distruggere quelli degli altri.
Zantetsu Tsurugi (剣城 斬鉄?, Tsurugi Zantetsu)
Doppiato da: Kazuyuki Okitsu (ed. giapponese), Andrea Moretti (ed. italiana)
È un calciatore della squadra V, è il migliore della squadra insieme Reo e Nagi, come afferma Anri già al loro ingresso al Blue Lock il livello del calcio di tutti e tre era già superiore a quello dell'ambiente liceale. Bravo nel segnare calciando la palla con il sinistro mirando all'angolo alto della porta, in velocità riesce a competere con Chigiri infatti benché quest'ultimo gli sia superiore nella corsa in lungo, Zantetsu però ha uno sprint migliore. È un ragazzo meticoloso, serio e corretto, tuttavia viene spesso ritenuto poco intelligente, questo perché nelle frasi inserisce spesso le parole sbagliate. È una persona abbastanza tranquilla, ma tende alle volte a innervosirsi. Tiene molto all'igiene orale, questo perché la sua è una famiglia di dentisti, pur avendo un buon rapporto con la sua famiglia si è sempre ritenuto diverso da loro, infatti sono persone colte, ma lui, non avendo mai fatto molto affidamento sull'istruzione scolastica, ha scelto di intraprendere il percorso da atleta.
Jingo Raichi (雷市 陣吾?, Raichi Jingo)
Doppiato da:Yoshitsugu Matsuoka (ed. giapponese), Davide Fazio (ed. italiana)
È un calciatore della squadra Z, è un attaccabrighe, sovente esprimersi con volgarità, si arrabbia facilmente al punto che è difficile capire quando è irritato o contento. Ama mettersi in mostra affermando di essere un buon attaccante con uno stile di gioco che lui chiama Sexy Football (セクシーフットボール?, Sekushīfuttobōru), ma in realtà è decisamente meno bravo rispetto agli altri giocatori dell'accademia, lui afferma con superficialità che il suo poco successo come realizzatore è dovuto al fatto che non ha mai avuto il supporto di un buon centrocampista capace di esaltare le sue doti. Gli piace farsi chiamare Duel Master (デュエルスタンバーイ?, De~yuerusutanbāi) perché, anche se non gli aggrada giocare in difesa, è molto bravo a usare la forza del suo corpo per marcare il giocatore che ha la palla, come viene fatto notare da Reo possiede una grande riserva di energia, tanto che può muoversi a pieno ritmo senza infiacchire.
Asahi Naruhaya (成早 朝日?, Narihaya Asahi)
Doppiato da: Dashi Najita (ed giapponese), Alessio Talamo (ed. italiana)
È un calciatore della squadra Z, i suoi genitori sono morti e infatti mira a diventare un calciatore professionista per dare a lui e ai suoi fratelli un tenore di vita migliore. È molto consapevole dei suoi limiti, e infatti pur impegnandosi al massimo sa benissimo non di non essere un prodigio e che ciò è il motivo della disparità tra lui e i calciatori più valenti del Blue Lock. Nella Second Selection si unisce a Baro nella sfida 2-contro-2 che vedrà come suoi avversari Isagi e Nagi perdendo dopo una partita molto combattuta, venendo dunque allontanato dal Blue Lock, proprio affrontando Naruhaya per la prima volta Isagi capisce di poter usare come arma il Devour e infatti Naruhaya riconoscendo la superiorità di Isagi ammettendo che quest'ultimo a un'adattabilità al gioco superiore alla sua benché Naruhaya avesse tentato di emulare il suo stile di gioco per sconfiggerlo.
Gurimu Igarashi (五十嵐 栗夢?, Igarashi Gurimu)
Doppiato da: Aoi Ichikawa (ed. giapponese), Sebastiano Tamburrini (ed. italiana)
È un calciatore della squadra Z, suo padre gestisce un tempio e vorrebbe che lui lo ereditasse, ma Igarashi desidera soltanto giocare a calcio. Si agita facilmente, ma è competitivo e operoso. Difficilmente riesce a dormire mantenendo il suo corpo in una posizione continente. La sua mossa preferita è la Malicia  (ずる賢さ?, zuru kashiko-sa) che consiste nel simulare il fallo, cosa di cui va persino orgoglioso.
Jin Kiyora (清羅 刃?, Kiyora Jin)
È il secondo di tre figli, infatti ha un fratello maggiore e un fratello minore, ha costantemente un'espressione cupa, è un po' sfrontato, ma è una persona paziente. Quando Kiyora è nato, il suo fu un parto molto difficile, ciò ha influenzato la propria vita sentendo il dovere di prendere sempre scelte accurate, ciò si estende anche per il modo in cui gioca a calcio, usando una tattica che lui chiama Borderline  (境界線?, Kyōkai-sen) che si basa sul pazientire ed entrare nel vivo dell'azione nel momento giusto, agendo in base alla scelta da lui presa in modo che non solo lui imponga la sua presenza e la sua utilità nel gioco, ma che possa manipolare gli eventi a proprio favore. Lui stesso ammette che preferisce aiutare i compagni che hanno meno probabilità di trionfare, in quanto ciò lo rende equamente partecipe di un eventuale successo.
Ranze Kurona (黒名 蘭世?, Kurona Ranze)
È un calciatore la cui specialità è il fraseggio, ha con Isagi una straordinaria sintonia di gioco, anche Aryu ammette che loro due insieme sono un'ottima combinazione, insieme sfruttano una schema chiamato Planet Hotline (惑星ホットライン?, wakusei hottorain): Isagi paragona i movimenti di Kurona a quelli di un satellite lunare, Kurona corre in prossimità di quando egli ha il possesso palla in modo da ricevere subito il passaggio per poi passare nuovamente la palla al proprio compagno in modo da avanzare velocemente nella metà campo avversaria. Ha dei lunghi capelli rosa, lo stesso colore dei suoi occhi, raccolti in un codino che scende dal lato sinistro del suo viso. Kurona ha nei riguardi di Isagi una buona considerazione. Ha l'abitudine di pronunciare la stessa parola due volte di seguito.
Aoshi Tokimitsu (時光 青志?, Tokimitsu Aoshi)
Doppiato da: Shinnosuke Tachibana (ed. giapponese), Simone Lupinacci (ed. italiana)
È tra i giocatore che alla conclusione della First Selection, è stato inserito tra i migliore tre del Blue Lock, insieme a Rin e Aryu con cui ha fatto squadra nella Second Selection, si sono rivelati un trio inarrestabile. Malgrado ceda facilmente al nervosismo, è capace di convogliarlo per dare il massimo durante il gioco, è veloce e possiede un'esplosività nello scatto incredibile, oltre a una grande resistenza alla fatica, inoltre tra i giocatori del Blue Lock è l'unico che pare riuscire a rivaleggiare con Baro in quanto a potenza muscolare. Ha un'indole servile, e parla sempre con una voce tremolante. Conosce praticamente ogni informazione sui calciatori migliori che giocano nelle leghe europee.
Okuhito Iemon (伊右衛門 送人?, Iemon Okuhito)
Doppiato da: Ryuunosuke Watanuki (ed giapponese), Alessandro Fattori (ed. italiana)
È un calciatore della squadra Z, ragazzo alto dai capelli neri, persona gentile e premurosa, lo si è visto giocare solo come portiere benché (proprio come nel caso di Gagamaru) non è la sua vera posizione, infatti ha ricoperto questo ruolo nella First Selection, tuttavia con risultati abbastanza apprezzabili.
Yudai Imamura (今村 遊大?, Imamura Yūdai)
Doppiato da: Shouya Chiba (ed. giapponese), Richard Benitez (ed. italiana)
È un calciatore della squadra Z, afferma di avere velocità e tecnica tra le sue qualità migliori, in verità però le sue modeste capacità di giocatore non rispecchiano la fiducia che ha nelle proprie abilità. Tra i membri della squadra Z è insieme a Kuon, Naruhaya e Iemon tra gli eliminati della Second Selection.
Nijiro Nanase (七星 虹郎?, Nanase Nijirō)
Doppiato da: Kakeru Hatano (ed. giapponese), Lorenzo Briganti (ed. italiana)
È un ragazzo con una personalità cortese e gentile, infatti Isagi pare apprezzare la sua compagnia dato che Nanase è diverso dagli altri calciatori dell'accademia, non essendo aggressivo e minatorio, pur trovando un po' fastidiose le sue manifestazioni di felicità. Gioca senza risparmiarsi, questo perché, come lui stesso afferma, anche un calciatore debole può comunque dare un valido supporto in partita, aiutando i compagni più capaci, addirittura Nanase incoraggia gli altri a disporre di lui in modo che egli possa far risaltare la propria validità. Isagi guardandolo mentre si muove ha capito che in attacco Nanase è temibile in fase di non possesso, Nanase usa questa capacità per posizionarsi dove può ricevere facilmente la palla per poi passarla, così da aiutare i propri compagni quando attaccano.
Keisuke Wanima (鰐間 計助?, Wanima Keisuke)
Doppiato da: Ryouta Suzuki (ed. giapponese), Giorgio Mascolo (ed. italiana)
È il fratello gemello di Junichi, tutti e due giocano nella squadra W. Sulla nuca ha una striscia verde a forma di serpente. L'arma che usano i gemelli Wanima è il l'Eye Contact  (以心伝心連携?, Ishindenshin renkei) tenendo corte le distanze Keisuke e Junichi riescono ad avanzare oltrepassando la difesa avversaria grazie al loro scambio di passaggi, i due hanno un'ottima intesa. Tendono a diventare vendicativi, rabbiosi e violenti quando i loro piani non vanno per il verso sperato, infatti si mettono a picchiare Kuon quando egli fallisce nel piano di farli vincere contro la squadra Z, ottenendo solo un pareggio, cosa che poi ha pesato molto nella First Selection avendo portato all'eliminazione di Keiusuke che viene allontanato dal Blue Lock.
Junichi Wanima (鰐間 淳壱?, Wanima Junichi)
Doppiato da: Ryuota Suzuki (ed. giapponese) e Alessandro Pili (ed. italiana)
È il fratello gemello di Keisuke, giocano entrambi nella squadra W. Stranamente Junichi in presenza di Keisuke spesso non comunica, infatti è quest'ultimo che parla al posto del gemello, effettivamente Keisuke riesce a capire ciò che Junichi vuole dire solo guardandolo. Tra i due è Junichi l'unico della squadra a superare la First Selection avendo fatto più gol tra i suoi compagni. Junichi e Keisuke frequentano lo stesso liceo di Chigiri, infatti giocavano a calcio insieme.
Hibiki Okawa (大川 響鬼?, Ōkawa Hibiki)
Doppiato da: Yuki Shin (ed. giapponese), Luca Rosa (ed. italiana)
È famoso per la sua tecnica di tiro che gli è valsa la posizione di MVP della prefettura di Kumamoto. Gioca nella squadra Y, apparentemente sembra che la forza offensiva del team verga su di lui benché, in realtà lui cerca solo di cogliere le opportunità che gli vengono concesse dal suo compagno di squadra Niko, aspetto che viene messo in risalto nella partita persa contro la squadra Z, durante il match Okawa con la sua rete all'inizio porta la propria squadra in vantaggio grazie a un passaggio di Niko, ma gli avversari vincono in rimonta. Dopo questa sconfitta Niko decide cambiare modo di giocare, e di trovare lui stesso il gol, effettivamente conclusa la First Selection, avendo Niko segnato più reti rispetto ai suoi compagni, è l'unico della squadra che viene promosso alla Second Selection, mentre Okawa e il resto dei suoi compagni vengono eliminati dal progetto Blue Lock in quanto la squadra Y non è stata in grado di classificarsi tra le prime due del girone
Haato Meiji (明治 心?, Meiji Haato)
Doppiato da: Sho Fujisawa (ed. giapponese)
È un calciatore della squadra X, è un ragazzo emotivo, ma anche determinato, indubbiamente Meiji è tra i più forti della squadra infatti durante la First Selection è stato l'unico marcatore del team oltre a Baro, avendo segnato una rete nella prima partita battendo la squadra Z. Quella è stata l'unica vittoria della squadra X, le restanti partire sono finite con tre sconfitte consecutive, quindi Meiji e i suoi compagni, come ultimi del girone vengono elimitani dal Blue Lock, solo Baro viene promosso alla Second Selection in quanto capocannoniere della squadra X, il principale problema è che Meiji e gli altri membri della squadra non sono stati capaci di gestire il carattere ribelle di Baro che per cercare sempre il gol personale ha praticamente fatto ustruzionismo.
Aiki Himizu (日不見愛基?, Himizu Aiki)
Ha superato la Second Selection facendo squadra con Otoya e Karasu, ha la tendenza a tirare spesso fuori la propria lingua. Fin da quando era un bambino era ossessionato dalle bugie, ciò è una conseguenza del matrimonio dei propri genitori, infatti anche se fingevano di essere felici, Himizu sapeva che in realtà il loro rapporto si era irrigidito, acquisì la consapevolezza che mentire è nell'umana natura, ciò che ama è scrutare attraverso le menzogne altrui in modo da mettere a nudo ciò che le persone veramente provano. Ha occhi e capelli di color grigio argento, il suo viso ricorda molto quello di un serpente, oltre al fatto che ha pure la lingua biforcuta.
Reiji Hiiragi (柊 零次?, Hiiragi Reiji)
È una persona dal carattere abbastanza amichevole, ma contemporaneamente non si astiene dal provocare le persone. Gli piace leggere i tarocchi usando un'applicazione sul proprio cellulare, Hiiragi lo considera un passatempo rilassante. Secondo Hiiragi il modo di giocare di un calciatore è condizionato dalla propria personalità. Sul viso ha due nei parallelamente sotto gli occhi.
Kairu Saramadara (皿斑海琉?, Saramadara Kairu)
Doppiato da: Tatsumaru Tachibana (ed. giapponese), Simone Pirrotta (ed. italiana)
È un calciatore che viene dalla prefettura di Kanagawa, viene soprannominato Il Predatore di Shonan (湘南のプレデター?, Shōnan no puredetā) è un ragazzo con un carattere calmo e abbastanza umile, di conseguenza accetta gli ordini che gli vengono impartiti senza muovere obiezioni, ha quasi sempre sul viso un'espressione seria e poco allegra.
Kyohei Shiguma (志熊恭平?, Shiguma Kyohei)
Doppiato da: Hinata Tadokoro (ed. giapponese), Ermanno Giampetruzzi (ed. italiana)
È un calciatore che viene dalla prefettura di Kagoshima, ha un corpo imponente, è soprannominato il Titanico Dio Guerriero di Kagoshima  (鹿児島の巨神兵?, Kagoshima no kyoshinhei) le sue abilità non sono state ben approfondite. Praticamente non parla mai.
Yukio Ishikari (石狩幸雄?, Ishikari Yukio)
Doppiato da: Kō Bonkobara (ed. giapponese), Marco Belloli (ed. italiana)
È conosciuto nell'ambiente calcistico per essere il giocatore più alto dei campionati liceali, di conseguenza gli basta saltare per riuscire a intercettare bene i cross, infatti come afferma Reo, molto similmente ad Aryu sfrutta l'altezza per controllare bene le palle alte. È un po' altezzoso oltre ad avere sempre un'espressione annoiata.
Shingen Tanaka (田中信玄?, Tanaka Shingen)
Doppiato da: Taichi Takeda (ed. giapponese), Samuele Torrigiani (ed. italiana)
È tra i trentacinque giocatori finali del Blue Lock che supera la Second Selection, in tutta la serie l'unica partita in cui lo si è visto giocare è stato nel match 5-contro-5 durante le selezioni per i Blue Lock Eleven dove fa squadra con Yukimiya, Nagi, Reo e Gagamaru, uscendo però sconfitti dalla partita.
Hajime Nishioka (西岡初?, Nishioka Hajime)
Calciatore della prefettura di Aomori, ha occhi e capelli di colore marrone chiaro, sembra che sia ritenuto uno dei giocatori migliori nei campionati liceali del Giappone, infatti tra i membri del Blue Lock gode di grande fama. Nishioka, tuttavia, è un personaggio estremamente marginale, le sue fantomatiche capacità non sono mai state mostrate. Viene soprannominato il Messi di Aomori (青森の メッシ?, wakusei hottorain).

### Nazionale del Giappone Under-20
Sae Itoshi (伊藤冴?, Itōshi Sae)
Doppiato da Takahiro Sakurai (ed. giapponese), Federico Viola, Gaia Chiaro (da bambino) (ed. italiana)
È il fratello maggiore di Rin. All'unanimità è considerato il calciatore giapponese più forte nella fascia d'età Under-20, lui e Rin in passato erano molto più uniti, da bambini Sae era un fratello attento e premuroso, proprio lui lo incoraggiò a dedicarsi al calcio vedendo il talento di Rin. Gioca nelle giovanili del Real Madrid, non è molto attaccato al calcio nipponico, infatti non nutre interesse nel giocare per la J League, e non è nemmeno interessato ad evolvere il calcio nel Giappone. È spietato, vede solo all'utilità, infatti vuole al suo fianco solo coloro che reputa degni del suo talento, questo è il motivo per cui lui e Rin si sono divisi dato che non lo riteneva sufficientemente forte da aiutarlo a trasformare il Giappone in una superpotenza calcistica. Sae desidera solo giocare in una squadra europea e vincere la UEFA Champions League. Il suo ruolo è quello di trequartista, i suoi passaggi sono di una precisione irreprensibile anche quando devono coprire lunghe distanze, la sua tecnica di passaggio è molto proteiforme, la cui velocità varia a seconda della circostanza, ma soprattutto Sae passa la palla senza esitazione in modo da non dare agli avversari il tempo di difendersi. Il suo gioco è imprevedibile perché è anche capace di dribblare in modo da aumentare le opzioni di passaggio, il suo modo di effettuare il dribbling è diverso da quello di Bachira e Yukimiya: egli non ha uno stile personale, usa la tecnica che meglio si addice per battere l'avversario che ha davanti. Gioca con una tale disinvoltura da poter segnare anche eseguendo un pallonetto persino da un'angolazione disagevole, studia con attenzione la meccanica di gioco della squadra avversaria prima di decidere come attaccare. Sae e Rin sono praticamente a parità di livello, Reo afferma di non aver mai conosciuto nessuno di più talentuoso di loro due. Sae non ama segnare personalmente il gol, non ritenendolo un compito adatto alla sua posizione. È persino più altezzoso e pretenzioso di Rin, esige di giocare solo con coloro che considera alla sua altezza, sebbene al contrario del fratello Sae ha più autocontrollo. Quando giocherà nella formazione sperimentale del Giappone Under-20 per fronteggiare i Blue Lock Eleven per contendersi il diritto di giocare nel mondiale giovanile, perderà misurandosi contro il fratello Rin, tale sconfitta però lo porterà a riconsiderare la sua posizione sul calcio giapponese, soprattutto imparerà a stimare Isagi ritenendo che è l'unico che può cambiare il calcio del loro paese.
Ryusei Shidou (士道 龍聖?, Shidō Ryūsei)
Doppiato da Yūichi Nakamura (ed. giapponese) Omar Maestroni (ed. italiana)
È il giocatore più forte del Blue Lock dopo Rin. Ragazzo dai capelli biondi, con due ciocche rosa (medesimo colore dei suoi occhi) che gli scendono dalla fronte. Viene soprannominato Il Demone  (悪魔?, Akuma) Shidou è un ragazzo rabbioso, arrogante e violento, è un attaccante dotato di prestanza fisica e rapidità, può ricoprire anche le zone più lunghe nel giro di pochi istanti cogliendo di sorpresa i suoi avversari, reagisce benissimo alla palla indipendentemente da quanto sia veloce l'assist che gli viene servito, Isagi trova incredibile la naturalezza con la quale Shidou riese a inquadrare la porta calciando la palla di prima intenzione, possiede tra l'altro una notevole potenza di tiro, ma soprattutto percepisce bene lo spazio nell'aria di rigore avversaria. Secondo Reo egli è un prodigio del calcio al pari di Nagi. Quando esegue la sua rovesciata riesce ad atterrare sui piedi dando quasi l'impressione di volare. La sua superbia lo porta a credere che le sue capacità di giocatore non siano frutto del talento, bensì un semplice fattore biologico. Tra lui e Rin c'è una profonda antipatia reciproca, un aspetto del carattere di Shidou che lo differenzia completamente da Rin è che mentre quest'ultimo odia quando in partita gli altri calciatori (avversari o compagni) riescono ad oscurarlo, Shidou al contrario non si sente minacciato dalla forza degli altri giocatori, infatti apprezza i calciatori dotati di grandi capacità. Per lui il calcio non è solo uno sport, lo considera il solo modo che ha per affermarsi come persona. Si è unito alla formazione sperimentale della Nazionale Under-20 dopo che Ego lo aveva escluso dalla rosa dei Blue Lock Eleven temendo che con il suo carattere iracondo si sarebbe solo guadagnato delle ammonizioni; durante la partita contro i suoi ex compagni di accademia entrerà in campo nel secondo tempo e all'inizio darà l'impressione di poter portare la sua squadra alla vittoria, ma Isagi e Rin riusciranno ribaltare le sorti della partita permettendo ai Blue Lock Eleven di aggiudicarsi il match.
Oliver Aiku (オリヴァ 愛空?, Oriva Aiku)
Doppiato da: Satoshi Hino (ed. giapponese), Gabriele Donolato, Jessica Di Muro (da bambino) (ed. italiana)
È il capitano della formazione sperimentale della Nazionale Under-20, gioca come libero. È alto 190 cm. Può apparire come una persona arrogante e superficiale, oltre al fatto che gli piace comportarsi da playboy, ma sa essere serio inoltre è una persona con una personalità amichevole, e sa quando riconosce il valore di un suo rivale specialmente se ciò lo stimola a combattere dando il meglio di sé. Per via della sua eterocromia il suo occhio sinistro è verde, mentre quello destro è viola. Fin da ragazzino era considerato un calciatore molto promettente, in principio era un attaccante, ma non amava il modo in cui l'istituzione calcistica del Giappone educasse i giovani attaccanti, tutti con lo stesso stile di gioco omogeneo e incentrato troppo sul lavoro collettivo e poco sull'esplorare le qualità individuali, capendo infatti che in Giappone non sarebbe mai diventato l'attaccante che desiderava essere, scelse di giocare in difesa con l'obiettivo di diventare il difensore più forte del mondo. È veloce nell'impostare il suo blocco difensivo, che lui stabilisce e mette in pratica solo dopo aver studiato la strategia d'attacco avversaria. La sua specialità, quando difende, è deviare la palla di testa allontanandola dalla porta per merito della reattività del proprio corpo. Per via del suo talento è tenuto in osservazione dalla Serie A. Aiku è piuttosto forte, infatti riesce a sopraffare Shidou durante uno dei suoi attacchi di rabbia rivelandosi uno dei pochi capace di tenerlo a freno. Giocando contro i Blue Lock Eleven per stabilire quale squadra giocherà alla Coppa del Mondo Under-20 all'inizio non riterrà Isagi un avversario degno di considerazione, tale valutazione gli costerà la vittoria dato che, proprio per averlo lasciato smarcato, Isagi riuscirà a segnare la rete della vittoria decretando la sconfitta di Aiku e della sua squadra, ciò porterà Aiku a stimarlo.
Shuto Sendo (閃堂秋人?, Sendo Shuto)
Doppiato da: Akihisa Wakayama (ed. giapponese), Matteo Garofalo (ed. italiana)
È un attaccante, piuttosto egocentrico, non tollera di essere messo in ombra da nessuno, nemmeno dai suoi compagni di squadra, anche perché per vanità si considera il più forte del Giappone (benché Sae e Shidou siano nettamente più talentuosi di lui) prova antipatia per Sae, è insofferente alla sua arroganza. Gioca nella prima divisione calcistica giapponese come professionista. Sia nella vita che nel calcio è animato da grandi ambizioni, punta a diventare uno dei calciatori migliori a livello internazionale, per sua stessa ammissione vorrebbe sposare un'attrice di Hollywood quando diventerà un atleta affermato. Se da una parte i suoi compagni di squadra trovano ridicole le sue aspirazioni, è anche vero che è il motivo per cui sa farsi apprezzare da loro dato che a dispetto del suo carattere superficiale gioca mettendo impegno e passione. Nonostante la sua presunzione, è anche disposto ad accettare ruoli più secondari se ciò è di aiuto alla squadra, ciò evidenzia che in fondo Sendo è una persona seria, in caso di necessità sa arretrare anche in difesa con interventi improbabili, ma soprattutto riesce a passare la palla in modo da contribuire alla sovrapposizione offensiva.
Haru Hayate (颯波留?, Hayate Haru)
Doppiato da Kensho Ono (ed. giapponese), Davide Farronato (ed. italiana)
È un centrocampista difensivo, ha i capelli biondi e gli occhi marroni. Come viene fatto notare da Karasu il gioco difensivo di Hayate si basa sull'esercitare la sua marcatura sull'avversario quando egli conquista subito palla. Sul suo volto appare sempre un'espressione imperturbabile, anche davanti ai problemi non sembra preoccuparsi minimamente. In partita preferisce fare affidamento sui suoi compagni, principalmente quelli che si rivelano più forti.
Teppei Neru (音留 徹平?, Neru Teppei)
Doppiato da Shunichi Toki (ed. giapponese), Luca Locorotondo (ed. italiana)
È un difensore, non dà l'impressione di essere particolarmente minaccioso, al contrario ha un aspetto buffo, ha i capelli grigi tirati all'insù e folte sopracciglia, con grandi occhi marroni senza pupille. Nel gioco difensivo punta sulla velocità, ha sempre sul volto un'espressione gioiosa e amichevole, inoltre tende a complimentarsi con i suoi compagni, ma anche con i suoi avversari quando nota le loro abilità calcistiche.
Kazuma Niou (仁王 和真?, Niō Kazuma)
Doppiato da Takuya Sato (ed. giapponese), Marco Caputi (ed. italiana)
È un difensore, ragazzo irascibile e davanti alle situazioni difficili fatica a mantenere la concentrazione. È veloce al punto che, come puntualizza Nagi, è in grado esercitare in breve tempo un forte pressing sull'attaccante rivale nel momento stesso in cui egli riceve palla. Gli piace farsi chiamare Dobermann (ドーベルマン?, Dōberuman). Competitivo sia nel calcio che in attività più ludiche, reagisce sempre alla sconfitta (in chiave comica) col rancore.
Miroku Darai (陀来 弥勒?, Darai Miroku)
Doppiato da Yusuke Shirai (ed. giapponese), Edoardo Lomazzi (ed. italiana)
È un calciatore che gioca come difensore, il suo aspetto è molto esotico. Il suo volto sembra non fa trasparire nessuna emozione, è veloce tanto che la sua rapidità di movimenti è paragonabile a quella di Otoya. Insieme a Niou, Aiku e Neru forma il blocco difensivo conosciuto come l'Iron Wall Quartet.
Teru Kitsunezato (狐里輝?, Kitsunezato Teru)
Doppiato da Gakuto Kajiwara (ed. giapponese), Andrea Rotolo (ed. italiana)
È un calciatore il cui gioco si incentra nel contribuire con i suoi passaggi aiutando i suoi compagni ad avanzare in attacco ritenendo che il modo migliore sia quello di evitare azioni dispersive. Ha occhi neri e capelli marroni, ha un'espressione allegra e sorridente, viene soprannominato Kitsune (狐?) che oltre a essere l'abbreviazione del suo nome è un probabile riferimento al suo strano viso che ricorda quello di una volpe.
Kento Chou (超 健人?, Chō Kento)
Doppiato da Jun Kasama (ed. giapponese), Fabrizio Valezano (ed. italiana)
È un attaccante, ragazzo con capelli neri e corti, è una persona di poche parole, non è particolarmente espressivo tanto che anche durante la partita pare non agitarsi mai, sul suo volto c'è sempre un'espressione piuttosto malinconica. Si dimostra fiducioso delle sue abilità, lui e Kitsnunezato giocano bene insieme tanto che, come viene evidenziato da Aryu, durante l'azione di gioco riescono anche a scambiarsi di posizione.
Itsuki Wakatsuki (若月 樹?, Wakatsuki Tatsuki)
Doppiato da Taito Ban (ed. giapponese), Jacopo Parisi (ed. italiana)
È un centrocampista, ha occhi e lunghi capelli neri, sulla fronta porta un elastico. Ha tre nei sotto entrambi gli occhi che formano due triangoli. Tra i titolare che hanno giocato nel Giappone Under-20 contro i Blue Lock Eleven è probabilmente il più debole dal momento che, durante il match, viene sostituito infatti a lui viene preferito Shidou.
Gen Fukaku (不角 源?, Fukaku Gen)
Doppiato da Chikairo Kobayashi (ed. giapponese), Francesco Mei (ed. italiana)
È un portiere, ha occhi e capelli marroni, non si è rivelato molto affidabile nel suo ruolo di estremo difensore, persino Gagamaru benché prima della partita contro il Giappone Under-20 fosse a digiuno di nozioni sul ruolo di portiere, si è rivelato più abile di Fukaku.

### Calciatori stranieri
Noel Noa (ノエル・ノア?, Noeru Noa)
È considerato il calciatore più forte del mondo, ha vinto anche il Pallone d'oro. Giocatore della nazionale di calcio francese, è cresciuto nelle banlieue: il calcio ha rappresentato per lui l'unico mezzo per emergere e ottenere successo. È il giocatore preferito di Isagi, il quale più di ogni altra cosa desidera arrivare al suo livello. Gioca nella Bundesliga, è soprannominato Master Striker (指導者ストライカー?, shidō-sha sutoraikā). Gioca con il solo scopo di segnare più gol possibili al punto che è diventato celebre per la sua frase: «Piuttosto che vincere 1-0 facendo un assist a un compagno preferisco perdere 3-4 dopo aver segnato io una tripletta». Per lui il calcio bisogna affrontarlo con la razionalità, ritenendo che il valore di un giocatore si misura dalla sua capacità di cogliere ogni opportunità in quanto le occasioni perse comportano solo svantaggi. Giudica un giocatore solo dalle sue statistiche negli allenamenti, è una persona seria, severa e intransigente, odia comportamenti infantili e arroganti. Noa ritiene che la chiave per diventare campioni consista nella consapevolezza assoluta delle proprie capacità e capire come utilizzarle nella maniera migliore. In alcune occasioni mostra un lato più apprensivo del suo carattere, e nonostante preferisca mantenere lui il comando è comunque capace di scendere a compromessi. Benché sia ritenuto il giocatore più forte, è comunque abbastanza umile da ammettere che esistono calciatori che sotto alcuni aspetti tecnici sono più competenti di lui, è sempre alla ricerca di avversari che possano essere per lui dei degni rivali, i giocatori che Noa stima maggiormente sono quello che hanno il coraggio di sfidarlo. Anche se si è guadagnato la fama di giocatore migliore non è una cosa a cui dà molto peso, infatti Noa ha sempre vissuto per praticare il calcio con costanza e ambizione, lui stesso ha ammesso che diventare il più forte non è necessariamente una cosa a cui ambiva, ma semplicemente un effetto secondario dei propri successi. Noa e Ego in passato erano compagni di squadra. Noa viene definito una macchina sia per la sua personalità che per il suo modo di giocare, infatti quando gioca i suoi movimenti sembrano quasi meccanici. Sfrutta bene il dribbling, ma anche i passaggi, ciò lo rende perfetto per la verticalizzazione. Come afferma Isagi, l'arma migliore di Noa tuttavia non sono le sue abilità a livello fisico né tanto meno la sua pianificazione strategica, ma bensì l'abilità di calciare la palla con grande potenza sia con il piede destro che con il sinistro, ciò è dovuto al fatto che Noa è ambidestro, quindi la sua forza fisica è perfettamente bilanciata. Parla molto bene il tedesco.
Michael Kaiser (ミヒャエル カイザー?, Mihyaeru Kaizā)
Doppiato da Mamoru Miyano (ed. giapponese), Dario Sansalone (ed. italiana)
È considerato uno dei giovani talenti più forti sulla scena mondiale, è talmente superbo da ritenersi il principale candidato a diventare il prossimo calciatore più forte del mondo. Mira a vincere sia la Coppa del Mondo che la Champions League, per lui indipendentemente dal talento un calciatore non può conquistare il successo se si lascia intimorire dagli ostacoli, ritenendo che per alimentare la propria forza è necessario porsi grandi obiettivi. Il padre era un regista teatrale mentre la madre un'attrice di successo, fu lei a chiamarlo "Michael", abbandonò il figlio e il marito, Kaiser fu cresciuto dal padre violento e alcolizzato, tentò di sopravvivere con dei furti, ma il suo talento come calciatore gli permise di allontanarsi dalla strada criminale che all'inizio aveva imboccato. È una persona astuta, si diverte a provocare gli altri con il suo sardonico senso dell'umorismo, è stato condizionato dai maltrattamenti del padre al punto da odiare la gentilezza, si identifica solo nell'ambizione e nell'ignobiltà, ciò che più ama è distruggere la carriera degli altri calciatori. Nonostante il suo orgoglio è però capace di accettare l'aiuto dei propri compagni quando si rivela necessario. Come afferma Noa né lui né nessun altro calciatore al mondo riesce a tirare la palla con la sua stessa velocità, questo perché Kaiser calcia sfruttando bene tutto il corpo, il suo stile di gioco è identico a quello di Isagi, infatti Kaiser trova la posizione più adatta per calciare lì dove non viene marcato, sfruttando il suo tiro conosciuto come Kaiser Impact  (皇帝衝撃波?, Kaizā Inpakuto), col tempo Kaiser arriva a perfezionarne una variante chiamata Magnus  (迴?, Magunusu) calciando la palla in modo che essa, girando per merito dell'effetto che le viene impressa, segua una traiettoria a parabola in modo da diminuire la resistenza dell'aria, purtroppo Kaiser può usare questa tecnica solo calciando una palla ferma, secondo Noa è più adatto su punizione. La principale differenza tra Isagi e Kaiser è che quest'ultimo è più agile, veloce e resistente rispetto a Isagi oltre al fatto che la sua potenza di tiro è nettamente superiore, Isagi ammette infatti che non sarebbe mai capace di eguagliare le sue capacità di tiro, che sfrutta bene nel modulo 4-4-2 come punta. Kaiser osserva con attenzione i movimenti dei giocatori, sia degli avversari che dei compagni, sfruttando anche la visione periferica, in modo da intuire come si muoveranno e reagire di conseguenza, abilità che Isagi chiama Meta Vision  (超越視界?, Meta Bijon) benché non sia realmente un'abilità specifica di Kaiser (tanto che anche Isagi e Reo hanno una percezione visiva simile alla sua). Secondo Isagi per il modo in cui gioca Kaiser è il giocatore che si avvicina più di tutti al suo ideale dell'attaccante perfetto. Ha delle rose blu spinate tatuate sulla parte sinistra del suo collo e su tutto il suo braccio sinistro, questo perché la rosa blu lo ha sempre affascinato, inoltre sul dorso della sua mano sinistra è tatuata una corona.
Alexis Ness (アレクシス ネス?, Arekushisu Nesu)
È un amico di Kaiser, anche se in realtà si comporta più come un servo, ruolo che a quanto pare accetta di buon grado. È il più giovane di tre figli, infatti ha un fratello e una sorella i quali, come i genitori, lavorano come ricercatori nel ramo delle scienze, la sua famiglia gli ha sempre riservato un atteggiamento freddo e talvolta anche crudele, specialmente perché non condividono le sue passioni. Fin da bambino Alexis è sempre stato affascinato dal concetto della magia, si è appassionato al calcio con lo scopo di diventare un campione i cui successi entusiasmino il pubblico che assiste alle sue partite. Ciò che più desidera è aiutare Kaiser a trionfare come calciatore, il rispetto che Ness nutre per Kaiser è praticamente ai limiti dell'ossessione, al punto che odia la sola idea che un altro giocatore possa oscurare le capacità di Kaiser. Caratterialmente Ness e Kaiser sono molto simili, infatti anche se Ness apparentemente sembra una persona gentile, in realtà è insolente e provocatorio, in alcuni casi anche Kaiser arriva a riprenderlo severamente quando Ness parla a sproposito. In una scena ricorrente, Kaiser è solito arrivare alle spalle di Ness appoggiando la propria mano sulla sua testa. Ness gioca principalmente per aiutare Kaiser mettendolo nella posizione migliore per far sì che quest'ultimo possa trovare il gol con facilità, secondo Kaiser ciò che fa pregio ad Alexis sono la tempistica dei suoi passaggi e la capacità di prevedere in anticipo le azioni da gioco, Kaiser intuisce le giocate di Ness, infatti ha con lui un'intesa in campo eccezionale. È un centrocampista di grande talento, il suo stile di gioco non si limita solo sul fare affidamento sui passaggi, riesce anche a superare gli avversari a centrocampo anche con il dribbling, riuscendo a muovere bene la palla sfruttando la flessibilità delle proprie caviglie, inoltre come viene fatto notare da Bachira, possiede dei riflessi molto veloci.
Marc Snuffy (マルク・スナッフィー?, Maruku Sunaffī)
È un calciatore che gioca nella Serie A, nell'ambiente è ritenuto il classico "giocatore mercenario" come più volte è stato affermato egli con il suo talento, a prescindere da quale squadra giochi, è capace di portarla al successo. A detta di Noa è famoso per le sue strategie di gioco che in apparenza sembrano prive di senso logico, viene soprannominato The Crown Messenger  (王冠配達士?, Ōkan haitatsu-shi) benché Noa si ritenga un attaccante migliore di Snuffy riconosce però che quest'ultimo riesce ad adattarsi meglio di lui nei vari ruoli in campo, inoltre conosce il jujitsu e lo usa per migliorare il proprio gioco. Porta spesso una fascia sulla fronte. Difende le sue convinzioni con fermezza, ma contemporaneamente ha un'indole affabile, è una persona buona e generosa, questi aspetti del suo carattere lo portano a essere apprezzato dagli altri. Snuffy è della convinzione che il talento da solo non serve a nulla se un calciatore non mette giudizio nelle proprie scelte, questo perché in passato ha assaporato il lato oscuro del talento e della gloria sportiva: lui e il suo migliore amico Mick giocavano a calcio insieme, e con il successo divennero superficiali, al punto che tra il lusso e il divertimento trascurarono gli allenamenti finendo col procurarsi anche degli infortuni oltre al fatto che erano diventati protagonisti di vari scandali, in reazione a ciò Mick commise suicidio. Dopo questo avvenimento Snuffy è cambiato, preferendo vedere il calcio come un impiego lavorativo nonché un mezzo di sostentamento. Caratterialmente è diverso da Noa, quest'ultimo nei confronti dei suoi compagni e rigido ed esigente, Snuffy invece è più paziente e solidale.
Chris Prince (クリス・プリンス?, Kurisu Purinsu)
È un calciatore che gioca nella Premier League. Rinenuto il calciatore più forte del mondo al pari di Noa, effettivamente Chris è stato votato come il miglior giocatore della UEFA dopo Noa seppur con un notevole divario nel punteggio (Noa ha ottenuto 882 voti mentre Chris solo 201). Soprannominato The Perfect Hero  (完全英雄?, Pāfekutohīrō) ritenuto un narcisista e un esaltato, per lui ciò che più conta per un calciatore è avere un corpo forte, questo perché ritiene che il talento non serve a nulla se un giocatore non ha un corpo che possa sostenerlo, bilanciandone le qualità, quali forza e velocità. Appare come una persona gentile e sorridente, ma quando gioca, soprattutto quando viene messo in difficoltà, emerge la sua natura rabbiosa. Uno dei suoi calciatori preferiti è Alessandro Del Piero. Ama cogliere ogni occasione per mostrarsi con il torso nudo, infatti ama esibire il proprio corpo, anche in partita a costo di ottenere un'ammonizione. Gli basta solo toccare il corpo di un giocatore per capire come gioca e quali sono le sue qualità fisiche. Quando calcia la palla può farle cambiare traiettoria così tante volte da far confondere il portiere avversario che infatti non riesce a capire come reagire, Chris chiama questo tiro Unstopable Knuckleball  (制御不能歪曲弾?, Seigyo funō waikyoku-dan). Ama stare davanti alle videocamere e posare per i servizi fotografici. Come lo stesso Chris ha ammesso una delle sensazioni più belle per lui di una partita è quando le due squadre sono in parità nella fase finale del gioco, questo perché in tale circostanza ha la possibilità di segnare l'ultimo gol, quello che decreta la vittoria del match.
Don Lorenzo (ドン・ロレンゾ?, Don Rorenzo)
È ritenuto il difensore più forte della sua generazione. Ha la dentatura placcata in oro, per lui non esiste nulla di più importante del denaro, lo dimostra il fatto che memorizza il valore di mercato di tutti i calciatori, infatti Lorenzo valuta la forza di un giocatore solo a seconda di quanto viene quotato nel mercato. Abbandonato dai genitori e costretto a vivere nella delinquenza, è stato Snuffy a toglierlo dalla strada convertendolo al calcio offrendogli in questo modo un avvenire di successo. Gli piacciono i pop corn caramellati, inoltre i suoi comportamenti e i versi che fa somigliano a quelli di un animale. In partita può cambiare posizione da quella di difensore centrale a quella di centrocampista, essendo perfettamente capace di guidare l'attacco trovando con i suoi compagni una coordinazione perfetta sia quando passa la palla che quando la riceve. Viene soprannominato Zombie  (ゾンビ?, Zonbi) per via della sua insolita tecnica di dribbling, infatti quando la esegue si muove proprio come uno zombie dato che le gambe non sono coordinate con la parte superiore del suo corpo, di conseguenza Lorenzo non fa affidamento sul proprio centro di gravità. Sapendo come posizionarsi, e anche grazie alle sue qualità atletiche, riesce a intercettare i passaggi con una precisione assoluta. È conosciuto anche come The Ace Eater  (主役喰い?, Shuyaku kui (Ēsu Ītā)) per via della sua propensione a marcare sempre il giocatore più forte della squadra avversaria neutralizzandolo. Lui e Kaiser si conoscono da diverso tempo, Lorenzo è una delle poche persone che gli si rivolge trattandolo con sufficienza, infatti Kaiser non lo sopporta. Ha una bocca spalancata tatuata dietro al collo.
Lavinho (ラヴィーニョ?, Ravīnyo)
È un calciatore che viene dal Brasile, è stato insignito del titolo di capocannoniere della LaLiga e per le sue capacità di calciatore viene ritenuto l'orgoglio del calcio brasiliano. Prova antipatia per Noa, non accettando che a lui sia stato dato il titolo improprio del calciatore più forte del mondo, dato che Lavinho ritiene di meritarlo più di lui. È una persona esuberante e simpatica nonostante la sua marcata presunzione, è perfettamente capace di rivaleggiare con Noa in una contesa della palla, tuttavia lo stile di gioco di Lavinho si discosta da quello di Noa, quest'ultimo sfrutta principalmente la velocità e la potenza, mentre Lavinho si affida al suo palleggio (persino più elaborato di quello di Bachira) il gioco di Lavinho affonda le sue basi sulla ginga, Lavinho usa una variante che lui chiama Butterfly Step (バタフライステーップ?, Batafuraisuteppu) è capace di usare il sombrero sollevando la palla con entrambi i piedi. Viene soprannominato Il Ballerino  (舞踏技師?, Dansuman) perché quando riesce a dribblare i suoi avversari loro cadono per terra sbilanciandosi nel tentativo di stare dietro ai suoi spostamenti, come se cadessero a ritmo dei suoi movimenti, è in grado di superare da solo un'intera difesa avversaria, proprio per questo Noa ritiene che in tutto il mondo non esiste un calciatore capace di superarlo nel dribbling. Sul suo corpo ha diversi tatuaggi.
Julian Loki (ジュリアン・ロキ?, Jurian Roki)
Doppiato da:Hiro Shimono (ed. giapponese), Vito Ventura (ed. italiana)
È considerato un talento precoce, probabilmente è il calciatore più forte al mondo nella fascia d'età Under-17, lo conferma il fatto che ancor prima di aver raggiunto la maggiore età è stato pienamente integrato nella FFF infatti gioca già nella Ligue 1 ed è un membro della nazionale maggiore francese. Benché sia solo un adolescente è considerato un campione al pari Noa, Snuffy, Chris e Lavinho. È ambizioso, ciò che desidera è superare Noa, l'attaccante migliore al mondo, quest'ultimo ammette che Loki è quello che reputa il suo rivale più pericoloso. Nonostante la giovane età, è un ragazzo maturo che sa prendere bene il comando, è una persona educata, tuttavia diventa più arrogante quando gioca, pur lui la serietà è importante, ma contemporaneamente apprezza anche i giocatori che sanno improvvisare. È un attaccante velocista, viene soprannominato The God Sprinter  (神速神童?, Goddo Supurintā) quando corre è difficile riuscire a prevedere i suoi tempi di accelerazione. Come affermano Isagi e Aryu anche riuscendo a prevedere le sue mosse, fermarlo è comunque impossibile, quando osserva un calciatore giocare mentre è in campo, solo guardandolo ne comprende i punti deboli nella tecnica di gioco. Quando avanza con la palla supera i suoi avversari affidandosi alla sua straripante velocità, infatti secondo Isagi ciò che fa Loki un grande giocatore non è tanto la sua rapidità di corsa, ma come la utilizza, con assoluta naturalezza, in quanto essa è la manifestazione del suo talento, addirittura può anticipare l'azione di gioco senza nemmeno doversi muovere in anticipo.
Charles Chevalier (シャルル・シュバリエ?, Sharuru Shubarie)
È un trequartista, è persino più giovane di Loki tuttavia quest'ultimo ha una grande considerazione di lui, ciò a cui mira Loki è fare squadra con Charles perché ritiene che loro due insieme possano diventare un duo inarrestabile, infatti potenzialmente potrebbe diventare uno dei centrocampisti più forti del mondo. Soprannominato Trickster  (天邪鬼?, Amanojaku) è un eccezionale uomo-assist, non appena riceve palla esegue dei passaggi perfetti, ciò fa di Charles un ottimo giocatore di raccordo, quando esegue un passaggio all'attaccante suo compagno riesce a impostare l'assist in modo da adattarlo alle caratteristiche di tiro di colui che riceve la sfera. Non gli piace seguire gli schemi in partita, quando gioca si sente più a suo agio, affidandosi al proprio estro, nella massima espressione del suo gioco Charles è persino in grado di passare la palla con una precisione assoluta al proprio compagno, anche se a dividerlo da lui c'è una destanza di decine di metri, senza nemmeno dover mantenere il contatto visivo con il giocatore che dovrebbe ricevere il passaggio. Secondo Isagi la capacità di Charles di improvvisare è ciò che lo rende così pericoloso come calciatore perché ciò lo rende imponderabile. Charles ammette che preferisce i calciatori che si affidano al ragionamento piuttosto che alla fisicità, è un ragazzo allegro, sfrontato e immaturo, tratti della sua personalità che Loki trova fastidiosi, tanto da fare sempre il contrario di quello che gli si dice.
Agi (アギ?, Agi)
È un calciatore la cui passione è lo studio delle statistiche dei giocatori, infatti è per questo che alcuni lo chiamano "dottore". Entrambe le sue sopracciglia sono divise in tre parti. Per il modo in cui gioca, ma anche per la sua personalità, Agi per atteggiamento e stile di gioco è tutto l'opposto di Kaiser, infatti quest'ultimo vuole solo che lo schema tattico della propria squadra abbia come obiettivo quello di aiutarlo a mettere in mostra le sue capacità di finalizzatore oltre al fatto che non ha nessun rispetto per i suoi compagni, al contrario Agi preferisce usare le sue abilità per essere di aiuto ai giocatori che affianca, inoltre è una persona paziente, cosa che gli permette di impartire facilmente istruzioni durante la partita. Agi è della convinzione che un calciatore di talento può esprimere la piena portata delle proprie abilità solo attraverso l'indipendenza senza aggrapparsi troppo dagli altri. Per propria ammissione preferisce giocare al fianco di calciatori che si dimostrano più eccentrici sia per personalità che per stile di gioco. Come afferma Isagi la tecnica di gioco di Agi è di livello mondiale, addirittura Isagi lo ritiene imbattibile nello scontro aereo, infatti non solo Agi è veloce, ma grazie alle sue lunghe gambe, salta con una tale elevazione che, a detta di Gagamaru, quando salta sembra che riesca a volare.
Pablo Cavasoz (パブロ・カバソス?, Paburo Kabasosu)
Doppiato da:Wataru Komada (ed. giapponese), Fabrizio Valezano (ed. italiana)
È un calciatore che viene dall'Argentina, ha le lentiggini motivo per cui gli è stato dato il soprannome Freckled Baby (そばかすベイビー?, Sobakasu beibī), ha i capelli di varie colorazioni sbiadite, come afferma Tokimitsu all'apparenza sembra una persona inoffensiva, ma in realtà è ritenuto uno dei calciatori più forti al mondo. Riesce a calciare la palla con un'ottima precisione, indipendentemente dal fatto che si tratti di un tiro o di un cross. Per lui è indispensabile che un calciatore possieda delle abilità variegate in quanto ritiene che se un giocatore faccia uso sempre delle stesse mosse il suo gioco poi diviene prevedibile e facilmente neutralizzabile.
Adam Blake (アダム・ブレイク?, Adamu Bureiku)
Doppiato da: Daisuke Takahashi (ed. giapponese), Ruggero Andreozzi (ed. italiana)
È un calciatore che viene dall'Inghilterra. Ha i capelli grigi e sul viso porta una barba marrone. Gioca nella Premier League, dove ha conquistato il titolo di miglior marcatore, viene soprannominato Goal Junkie (ゲットゴールジャンキー?, Gettogōrujankī). Non solo possiede un tiro potente, ma ha una forza fisica tale da riuscire ad atterrare l'avversario al solo contatto. È un donnaiolo, gioca a calcio principalmente per soldi, come lo stesso Blake ha ammesso il suo amore per il calcio viene dopo quello per il denaro.
Leonardo Luna (レオナルド・ルナ?, Reonarudo Runa)
Doppiato da: Shinichiro Kamio (ed. giapponese), Gianandrea Muià (ed. italiana)
È un calciatore che viene dalla Spagna, è un giocatore del Real Madrid. Ha i capelli biondi e gli occhi verdi. All'apparenza sembra una persona cordiale, ma in realtà è arrogante e gli piace provocare la gente. Per lui la caratteristica principale che deve avere una squadra nazionale è avere una gloriosa tradizione di gioco, è per questo che Luna ritiene proibitivo che una nazionale senza un passato di successi a livello internazionale possa col tempo emergere.
Erik Gesner (エリック ゲスナー?, Erikku Gesunā)
È un calciatore con una personalità altezzosa, ha sempre un'espressione infastidita, si lamenta in continuazione. Come lui stesso ha ammesso preferisce passare il suo tempo con le belle ragazze piuttosto che giocare a calcio. La tecnica del suo dribbling si concentra sulla delicatezza del suo tocco, riuscendo a spaziare tra i suoi avversari con facilità. Si vanta di saper ricevere anche i passaggi più scomodi
Dada Silva (ダダ・シウバ?, Dada Shiuba)
Doppiato da: Robert Waterman (ed. giapponese), Francesco Mei (ed. italiana)
È un calciatore cresciuto nei bassi fondi, viene dal Brasile. È soprannominato Heavy Tank (重戦車?, Jū sensha) possiede un ottimo atletismo, quando salta riceve con facilità il cross, come afferma Aryu il suo tiro di testa è molto potente. Sul volto ha sempre un sorriso beffardo e arrogante, gli piace trattare con superiorità i calciatori che reputa più deboli di lui.
Benedict Grim (ベネディクト・グリム?, Benedikuto Gurimu)
È il personaggio che caratterialmente è più simile ad Aryu, infatti come lui (specialmente quando parla) ama la teatralità, finendo col diventare melodrammatico. Usando soprattutto dei movimenti aggressivi riesce a farsi spazio tra gli avversari, persino quando corre sulla fascia, in genere quando gioca usa i passaggi per aiutare i propri compagni nel gioco offensivo, altre volte invece esercitando la propria marcatura sugli avversari.

## Altri personaggi
Jinpachi Ego (絵心 甚八?, Ego Jinpachi)
Doppiato da: Hiroshi Kamiya nella versione giapponese e da Paolo De Santis in quella italiana.
È il direttore del progetto Blue Lock. Uomo dal fisico mingherlino e con una pettinatura a caschetto ed estimatore del calcio internazionale, il suo scopo è quello di creare l'attaccante più forte del mondo che possa portare il Giappone alla conquista della Coppa del Mondo. Tra i calciatori che ama prendere a modello ci sono Pelé, Éric Cantona, Lionel Messi, Cristiano Ronaldo e Neymar. Appare come un uomo freddo, insensibile, cinico e calcolatore, con i ragazzi dell'accademia usa un approccio totalmente flemmatico, ma i suoi atteggiamenti hanno lo scopo di aiutare l'evoluzione del calcio nipponico, da lui ritenuto troppo incentrato sui fondamentali, mettendo a disposizione attrezzature tecnologiche e sottoponendo i suoi giocatori a difficili prove psicologiche. Solo in casi eccezionali interagisce con i calciatori dell'accademia di persona, il più delle volte parla con loro attraverso i monitor. In passato era un calciatore, lui e Noa giocavano insieme, quest'ultimo considerava Ego il suo primo vero rivale, a detta di Noa lui è praticamente ossessionato dal suo ideale dell'attaccante più forte del mondo. Snuffy afferma che la rivalità tra Ego e Noa ricorda molto quella tra Isagi e Baro. Ama mangiare unicamente il ramen istantaneo e lo yakisoba, inoltre gli piace molto il succo d'uva.
Anri Teieri (帝襟 アンリ?, Teieri Anri)
Doppiata da: Eri Yukimura nella versione giapponese e da Francesca Bielli in quella italiana.
È una dirigente che lavora alla JFA. È lei che ha proposto il programma Blue Lock avendo sempre sognato di vedere il Giappone vincere la Coppa del Mondo, vedendo come i suoi colleghi ormai avevano tacitamente rinunciato ad aiutare il calcio giapponese a progredire. Si fa assumere al Blue Lock rivestendo il ruolo di assistente di Ego (ci sono volte in cui svolge per lui le sue faccende domestiche). Ego non bada molto alle sue opinioni, ritenendo le considerazioni di Teieri poco accorte, specialmente quanto tenta di usare gli anime per fare delle analogie sullo sport poco calzanti. Di mattina pratica lo yoga. Donna avvenente, difende sempre con convinzione le sue idee. Contrariamente a Ego lei esprime con più disinvoltura e gentilezza le considerazioni positive che ha nei confronti dei calciatori del Blue Lock, tuttavia condivide con lui la convinzione per cui è necessario sacrificare dei calciatori pur di plasmare l'attaccante vincente che il Blue Lock desidera creare.
Hirotoshi Buratsuta (不乱蔦 宏俊?, Buratsuta Hirotoshi)
Doppiato da: Bin Shimada nella versione giapponese e Riccardo Rovatti nell'edizione italiana.
È il presidente della JFA. Si oppone fermamente al Blue Lock in quanto per lui non è importante dare realmente al Giappone la possibilità di trasformare la nazionale in una squadra capace di vincere il Mondiale, anche perché, in realtà, per lui conta unicamente il profitto; lui stesso vede il calcio principalmente come un business, pronto ad arricchirsi in ogni modo, ad esempio tramite promozioni mediatiche e merchandising. Ego lo ritiene solo un uomo inetto e fastidioso.
Yasumori Hoichi (法一 保守?, Hōichi Yasumori)
Doppiato da: Toshihiko Seki nella versione giapponese e Claudio Colombo nell'edizione italiana
È l'allenatore della Nazionale del Giappone Under-20, è un uomo senza carisma, praticamente obbedisce solo agli ordini di Buratsuta. Viene soprannominato Hoichi Senza Orecchie (耳なし法一?, Mimi-nashi Hōichi) perché non ascolta nessuno al di fuori dei dirigenti per i quali lavora, in riferimento all'omonimo personaggio protagonista del racconto del folclore giapponese. Sarà lui a guidare la squadra durante la partita contro i Blue Lock Eleven per decidere quale delle due squadre rappresenterà il Giappone al Mondiale Under-20 nella quale la squadra di Hoichi viene battuta, essendosi rivelato un allenatore inetto e debole di carattere.
Mick Moon (ミック・ムーン?, Mikku mūn)
Era il migliore amico di Snuffy, pure lui giocava a calcio da professionista, la sua più grande aspirazione era quella di condividere il successo con Snuffy forte della sua convinzione che loro due erano i più forti calciatori al mondo, desideroso di competere soltanto nelle leghe calcistiche più prestigiose, Mick definiva il suo talento un dono divino. Tuttavia, nonostante i primi successi, Mick non fu poi capace di tenere in piedi con costanza la sua carriera, i suoi fallimenti sono stati il prezzo che pagò per il suo stile di vita troppo godereccio, a cominciare dalla sua chiara dipendenza dagli alcolici. La dirigenza della squadra dove giocava voleva retrocederlo a un club di seconda lega, come se non bastasse anche Snuffy gli voltò le spalle, alla luce della sua disfatta ha commesso suicidio con un'overdose di droghe e alcolici.
Ray Dark (レイ・ダーク?, Rei Dāku)
È il presidente della FIFA, è a lui che Kaiser deve il proprio successo, infatti mentre Dark era impegnato a scovare talenti sconosciuti in tutto il mondo decise di indirizzare Kaiser nel calcio professionista. Kaiser era finito in prigione, ma Dark lo portò via dal carcere intravedendo le sue potenzialità in modo da trasformarlo in un campione. Porta sempre con sé un bastone da passeggio con il pomolo a forma di pallone da calcio. Il suo nome è un riferimento all'omonimo personaggio della serie Inazuma Eleven.
Yu Bachira (蜂楽 優?, Bachira Yū)
Doppiata da: Yuko Kaida nella versione giapponese e da Giuliana Atepi nell'edizione italiana.
È la madre di Meguru, è una donna gentile con un carattere affettuoso, lei e il figlio sono molto uniti, Yu ha rappresentato per Meguru una guida quando lui era ancora un bambino grazie alla spiccata sensibilità della donna. Di professione è una pittrice.
Issei (一生?) e Iyo (伊世?)
Doppiati da: Kouichi Souma e Mai Nakahara (ed. giapponese), Francesco Mei (Issei), Stefania Rusconi (Iyo) (ed. italiana)
Sono i genitori di Yoichi, si presentano come due persone simpatiche e cordiali. All'inizio non avevano molta considerazione delle ambizioni sportive del figlio, ma quando Yoichi riesce a sconfiggere il Giappone Under-20 affermandosi come talento a livello nazionale, si riveleranno molto orgogliosi di lui.
Tomonari Tada (多田友也?, Tada Tomonari)
Compagno di scuola di Isagi, frequentano lo stesso liceo giocando entrambi nello stesso club di calcio. Sembra che lui e Isagi siano buoni amici, Tada lo rispetta molto, tanto che quando Isagi per merito del Blue Lock si afferma come giovane promessa del Giappone si rivela molto contento per il suo successo.
Girolain Davidi
È il manager di Sae, è una persona dal carattere poco deciso, tanto che Sae pare non avere nessun riguardo per le sue opinioni, cerca più volte di convincerlo a essere più riguardoso nei confronti dei giornalisti e dei dirigenti sportivi, ma inutilmente, dal momento che non è in grado di contenere l'irriverenza di Sae.
Shuusaku Nihei (弐瓶集作?, Nihei Shuusaku)
È un giornalista sportivo, nelle sue apparizioni è sempre impegnato a raccogliere interviste sui giovani calciatori giapponesi, quelli che vengono riconosciuti come dei nuovi talenti emergenti (tra cui si possono citare Isagi e Sae). Preferisce intervistare gli atleti che dimostrano comportamenti più gentili e umili a quelli arroganti e narcisisti.
Ba-Ya
Doppiata da: Mami Koyama nella versione giapponese e da Valeria Falcinelli in quella italiana.
Lavora alle dipendenze della famiglia Mikage, è una donna anziana il cui compito è quello di occuparsi di Reo, infatti Ba-Ya sembra rivestire il ruolo di sua assistente personale. Si prende cura di Reo da quando egli è nato. Di tutti i personaggi apparsi nella serie, Ba-Ya è l'unico che ha debuttato prima nello spin-off Episode Nagi.